# Witte de Withstraat (Den Haag)

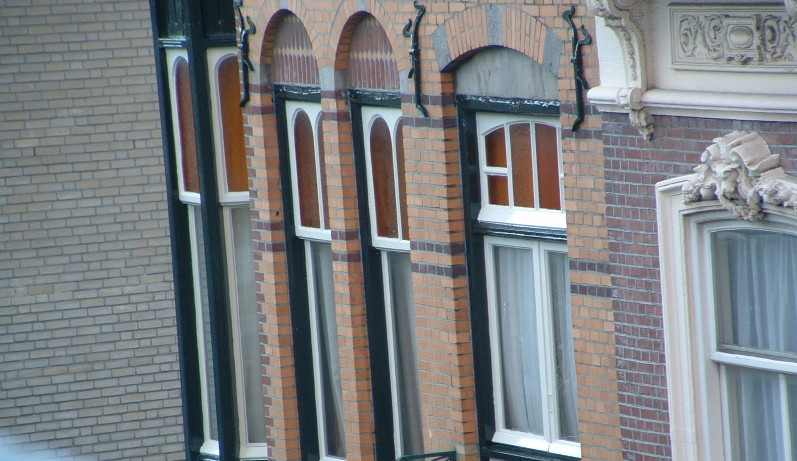
Witte de Withstraat

De Witte de Withstraat is een smalle, korte straat in het Zeeheldenkwartier in Den Haag nabij het centrum. De straat is vernoemd naar zeeheld Witte de With. De straat bestaat gedeeltelijk uit koop- en huurwoningen, alsmede verschillende kleine bedrijven in het plint. Er zijn onder andere twee coffeeshops te vinden, een Surinaams afhaalrestaurant, een sierglasproductiebedrijf en andere kleine ondernemingen.

## Stijl
In de straat is gebouwd volgens moderne architectuur alsmede volgens jugendstil architectuur. Op de hoek met de Van Kinsbergenstraat staat een  gerenoveerd jugendstilpand met karakteristieke groene gietijzeren balkonnen en zachtgele bakstenen. Zowel de oude als de nieuwbouw bestaat voornamelijk uit vier bouwlagen. 

### Tram
In februari 1906 ging tramlijn 5 in één richting door de straat rijden. Vanaf het Piet Heinplein ging de tram door Piet Heinstraat, Witte de Withstraat, Tasmanstraat en Prins Hendrikstraat. In de andere richting reed de tram via Van Diemenstraat en Elandstraat. In maart 1906 kwam lijn 3 (1e) er bij. In 1928 kwam lijn 20 er bij, ook op diezelfde routes, maar lijn 3 kreeg toen een andere route en verdween uit deze straten. In 1948 werd lijn 20 vernummerd in lijn 2 (3e). In 1963 werden  lijn 2 & 5 opgeheven.

## Periode vanaf circa 1980
Tot in de jaren '80 was de Witte de Withstraat een bruisende winkelstraat, wat zich nog uit in de vele etalageruiten en gevels met tekst. Sinds de jaren '80 veranderde het toonbeeld van de straat, gebouwd rond 1870, wederom naar een straat voor woningen. De gemeente Den Haag kocht vele ondernemers uit voor de bouw van nieuwbouw. Een ludieke hommage naar deze bruisende tijden kan men vinden aan het pand van Witte de Withstraat 1C-E, waar een markante pop te zien is op een tram: Witte de With op tram 5, de zeeheld die in plaats van een schuit, de tram bestuurt. 